# Forest Ranch (Californie)
Forest Ranch est une census-designated place du comté de Butte, dans l'État de Californie, aux États-Unis,. En 2020, elle compte une population de 1 304 habitants.